# Gontscharovia popovii
Gontscharovia popovii és una espècie d'angiospermes que pertany a la família de les lamiàcies, l'única del gènere Gontscharovia.